# 萊巴嫩 (紐約州)
萊巴嫩（英語：Lebanon）是一個位於美國紐約州麥迪遜縣的鎮。

## 人口
根據2020年美國人口普查的數據，萊巴嫩的面積為113.13平方千米，當中陸地面積為112.26平方千米，而水域面積為0.87平方千米。當地共有人口1326人，而人口密度為每平方千米12人。